# Cầu Bhumibol
Cầu Bhumibol (tiếng Thái: สะพานภูมิพล), còn được gọi là Cầu đường vành đai công nghiệp (tiếng Thái: สะพานวงแหวนอุตสาหกรรม) là một phần của 13 km đường vành vai công nghiệp kết nối phía Nam Bangkok với Samut Prakan. Cầu bắc qua sông Chao Phraya hai lần, với hai nhịp chính dài 702 m và 582 m kéo bằng dây văng được hỗ trợ bởi 2 tháp cầu kim cương cao 173 m và 164 m. Nơi hai nhịp chính giao nhau, sẽ có thêm một nút giao ba tầng cao 50 m dẫn đi đến hướng khác.
Cây cầu mở cửa lưu thông vào ngày 20 tháng 9 năm 2006, trước khi chính thức khánh thành vào ngày 5 tháng 12 năm 2006. Nó là một phần của đường vành đai công nghiệp Bangkok, một kế hoạch của Vua Bhumibol Adulyadej nhằm giải quyết vấn đề giao thông nội thành Bangkok và khu vực xung quanh, đặc biệt khu công nghiệp xung quanh cảng Khlong Toei, phía Nam Bangkok, và tỉnh Samut Prakan.
Theo truyền thống, tất cả cây cầu bắc qua sông Chao Phraya tại Bangkok sẽ được đặt tên theo thành viên hoàng tộc. Vào tháng 10 năm 2009, hai cây cầu được đặt tên theo vua Bhumibol Adulyadej, cây cầu phía Bắc chính thức gọi là "Cầu Bhumibol 1" và cầu phía Nam gọi là "Cầu Bhumibol 2".  "Cầu Mega" tên không chính thức cũng được sử dụng thường xuyên.
Cây cầu từng được giới thiệu trên Discovery Channel. Mặc dù đi qua cầu là hướng nhanh nhất từ huyện Phra Pradaeng, tỉnh Samut Prakan đến Bangkok, nhưng xe máy đã bị cấm lưu thông trên cầu Bhumibol từ ngày 1 tháng 11 năm 2018 do vấn đề an toàn (giống như việc đi lên tầng 2 cầu Thăng Long là hướng nhanh nhất từ huyện Đông Anh đến trung tâm TP. Hà Nội nhưng xe máy bị cấm đi thẳng và bắt buộc phải đi vòng để tìm đường lên tầng 1 của cây cầu này).

## Cấu trúc
- Cầu Bhumibol 1 là cầu phía Bắc nối Yan Nawa, Bangkok và huyện Phra Pradaeng.[4] Nó là cầu dây văng với 7 làn xe cùng với hai tháp cầu. Kết cấu bê tông cốt thép cao 50 m so với mặt nước.
- Cầu Bhumibol 2 là cầu phía Nam. Cấu trúc hoàn toàn giống với cầu Bhumibol 1, với 7 làn xe cùng với hai tháp cầu và kết cấu bê tông cốt thép cao 50 m so với mặt nước.